# Ecologia histórica

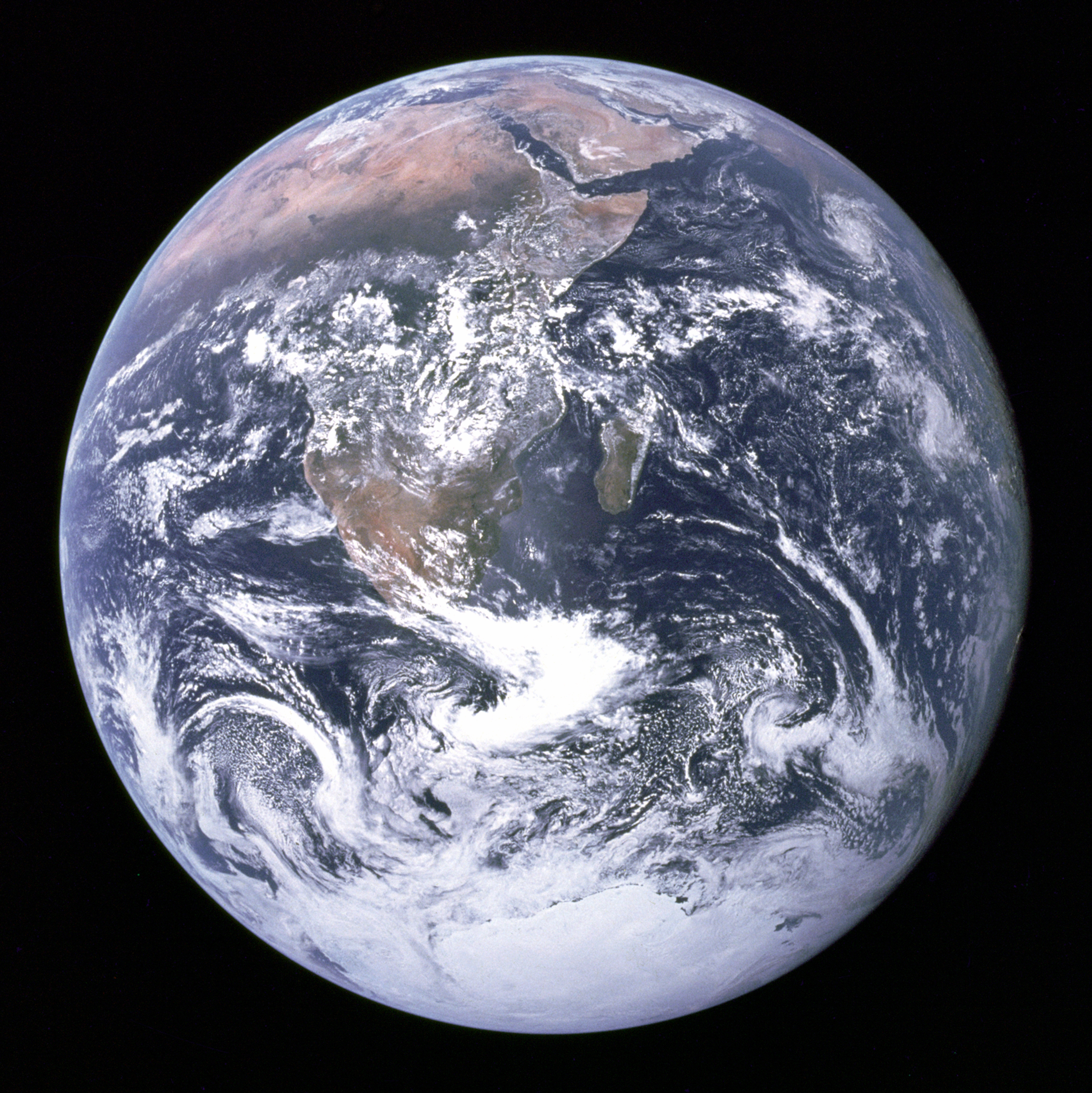
Ecologia Histórica estuda a interação entre pessoas e diferentes ambientes da Terra

Ecologia Histórica é uma linha de pesquisa que foca na interação entre humanos e o meio ambiente em que eles vivem. Ao invés de concentrar em um evento específico, a ecologia histórica visa estudar e compreender essa interação ao longo do espaço e do tempo, a fim de obter uma compreensão completa de seus efeitos acumulativos. Através dessa interação, os seres humanos moldam o meio ambiente e contribuem de maneira contínua com a transformação da paisagem
William Balée, Professor de Antropologia na Universidade de Tulane, propôs quatro postulações independentes, que definiram a ecologia histórica para além de outros programas de pesquisa mais tradicionais. Em suma, as postulações são:
1. Os humanos afetaram quase todos os ambiente da Terra;
2. Os humanos não têm uma propensão inata para diminuir ou aumentar a diversidade biótica e da paisagem;
3. Vários tipos de sociedades impactam suas paisagens de formas diferentes;
4. As interações humanas com a paisagem podem ser compreendidas de forma holística.[1].

Ecologistas históricos estudam a interação entre os seres humanos e o mundo natural e a subsequente resposta humana para as influências ambientais. Humanos também respondem a esses estímulos ambientais com a alteração de suas paisagens, mas mantém sua cultura e práticas. Devido à constante adaptação do homem no ambiente, é incrivelmente difícil, se não impossível, encontrar um ambiente em qualquer lugar do planeta que é intocado. Essas modificações da criação humana são conhecidas como perturbações humanas mediadas, e são estudadas para aprender a história humana na Terra.
A segunda e terceira postulação enfatizam o fato de que humanidade não é homogênea, e, por conta disso, os impactos não serão iguais também. Humanos são conhecidos por aumentar e diminuir a biodiversidade das paisagens ao longo do tempo. A disseminação do fogo, por exemplo, pode também criar nichos para novas espécies em uma paisagem, enquanto um simples desmatamento pode drasticamente diminuir a biodiversidade. Impactos humanos sob a paisagem variam tanto quanto as línguas, sistemas políticos e as sociedades presentes no mundo. Finalmente, pessoas e a paisagem podem ser estudadas holisticamente porque a paisagem incorpora tanto pessoas como o ambiente. Já que os humanos e o ambiente são tão dependentes um do outro, é mais eficiente e acurado estudá-los juntos como uma única entidade. A paisagem é uma evidência visual de interação da cultura e o ambiente.

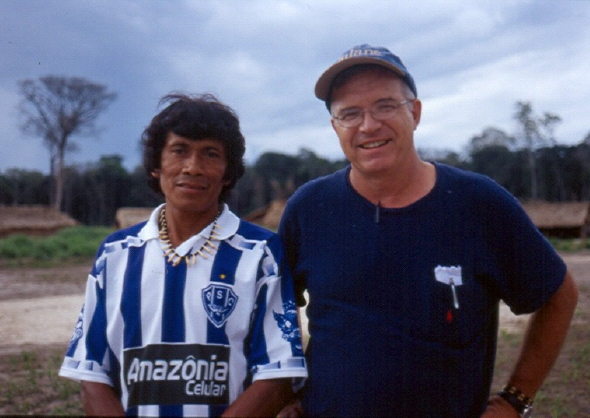
(D) William Balée, Professor de Antropologia na Universidade de Tulane, com (E) consultor indígena sobre a transformação da paisagem no Brasil

## Formação Intelectual

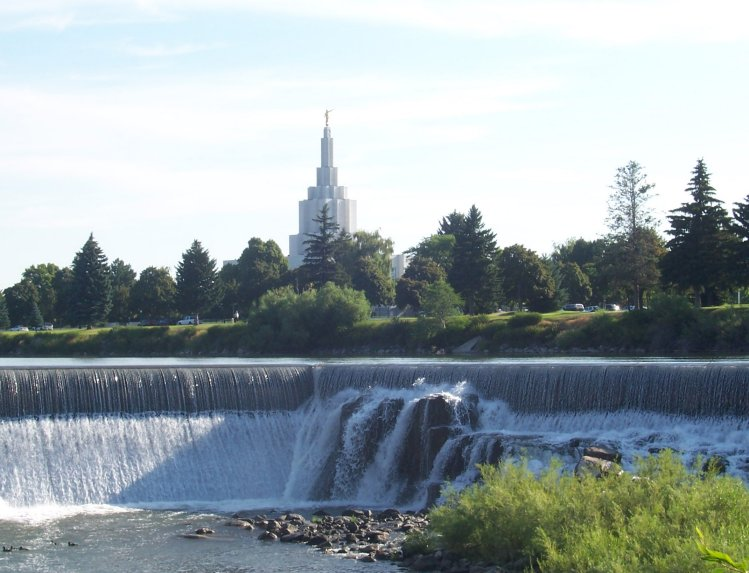
Natureza antrópica: Na Cachoeira Idaho, Idaho, essas cachoeiras substituíram as naturais originais

Ecologia histórica é um princípio interdisciplinar; ao mesmo tempo em que utiliza fortemente os conceitos da antropologia ambiental. Pensadores ocidentais sabem que desde o tempo de Platão, a história das mudanças ambientais não pode ser separada da história humana. Muitas ideias tem sido utilizadas para descrever a interação humana com o ambiente, a primeira delas é o  conceito de Cadeia dos Seres (Scala naturæ), ou inerente à concepção de natureza. Ou seja, todas as forma de vida estão ordenadas, com a Humanidade como a mais alta categoria, devido ao seu conhecimento e habilidade de modificar a natureza. Isso nos leva à concepção de outra natureza, uma natureza antrópica, que envolve modelação ou modificação humana, em oposição ao modelo inerente à natureza.
Interesses em transformações ambientais continuam à crescer durante o século XVIII, XIX e XX, resultando em uma séries de novas abordagens intelectuais. Uma dessas abordagens é o determinismo ambiental, desenvolvido pelo geógrafo Friedrich Ratzel. Essa visão suporta que não é a condição social, mas a condição ambiental que determina a cultura de uma população. Ratzsel também enxergava os humanos como restritos pela natureza, pelo seu comportamento que era limitado e definido pelo ambiente. Posteriormente há o ponto de vista histórico de Franz Boas, que refutou o determinismo ambiental, argumentando que não era a natureza, mas especificidades da história que moldavam a cultura humana. Esta abordagem reconhece que, embora o ambiente possa colocar limitações sobre as sociedades, cada ambiente terá um impacto diferente em cada cultura. A ecologia cultural de Julian Steward é considerada uma fusão do determinismo ambiental e a abordagem histórica de Franz Boas. Steward percebeu que não era nem a natureza e nem a cultura que mais influenciava em uma população, mas sim o modo de subsistência utilizado em um determinado ambiente.
O antropólogo Roy Rappaport introduziu o campo da antropologia ecológica em uma tentativa deliberada de se afastar da ecologia cultural. Estudos em antropologia ecológica estão estruturados, em sua maioria, das ciências naturais, em particular, o conceito de ecossistema do Sistemas de ecologia. Nessa abordagem, também chamada de teoria dos sistemas, diz que os ecossistema são autorreguladores e retornam ao estado de equilíbrio. Essa vê as populações humanas como estáticas e atuando em harmonia com o ambiente.
As revisões do antropólogo Eric Wolf e outros são especialmente pertinentes para o desenvolvimento da ecologia histórica. Essa revisões e críticas relativas à antropologia ambiental contribuiu para que fosse levado em conta as dimensões espaciais e temporais da história e culturas, ao invés de continuar considerando as populações como estáticas. Essas críticas levam ao desenvolvimento da ecologia histórica, revelando a necessidade de considerar a história, cultura e evolução da natureza da paisagem e sociedades. Em suma, ecologia histórica é uma linha de pesquisa desenvolvida para permitir a análise de todos os tipos de sociedades, simples ou complexas, e suas interações com o ambiente no tempo e espaço.

## Paisagens na ecologia histórica
Na ecologia histórica, a paisagem é definida como uma área de interação entre cultura humana e ambiente não antrópico. A paisagem é perpetuamente alterada, manifestações físicas da história. Ecologia histórica revisa a noção de ecossistema e o substitui por paisagem. Enquanto um ecossistema é estático e cíclico, uma paisagem é histórica. Enquanto a concepção de visão do ecossistema sempre tenta retorná-lo ao estado de equilíbrio, a concepção de paisagem considera a "transformação de paisagem" como um processo de evolução. Paisagens não retornam ao estado de equilíbrio, mas são um palimpsestos de distúrbios sucessivos ao longo do tempo O uso do termo "paisagem" ao invés de "ecossistema" é a unidade básica de análise que está no cerne da ecologia histórica.
Vários indivíduos e escolas de pensamento repassaram a ideia de paisagem como os ecologistas históricos concebiam. A palavra paisagem no inglês atual (landscape) tem origem nas palavras landskift, landscipe ou landscaef do Inglês arcaico, e esta se refere ao ambiente que já havia sido alterado pelos humanos. Como a etimologia inglesa demonstra, paisagem (landscape) vem sendo concebida como relacionada à cultura humana desde o século V d.C. Geógrafos históricos e culturalistas possuem influências mais recentes. Eles adotaram essa ideia dos arquitetos alemães, jardineiros e pintores de paisagem do século XIX na Europa, Austrália e América do Norte.
Paisagens não são somente objetivos físicos, mas também "formas de conhecimento". Paisagens possuem um significado cultural, por exemplo, o solo sagrado funerário em várias culturas. Esse reconhecimento da paisagem como forma de conhecimento é o cerne da discussão da ecologia histórica, cujos estudos das paisagens possuem uma perspectiva antropocêntrica.
A ideia de paisagem cultural é diretamente atribuída ao geógrafo estadunidense Carl Sauer. A teoria desenvolvida por Sauer é uma crítica ao determinismo ambiental, que era muito popular no início do século XX. Seu artigo pioneiro de 1925 "The Morphology of Landscape" (A Morfologia da Paisagem) agora é fundamental em muitas disciplinas e define o domínio paisagístico. Nesse artigo, o termo paisagem é usado no senso geográfico para significar uma sessão selecionada arbitrariamente da realidade; morfologia significa os processos conceituais e metodológicos por alterá-la.  Ou seja, para Sauer, independente de onde os humanos fossem viver e impactassem o ambiente, as paisagens obtinham um resultado histórico..
A percepção da paisagem na ecologia histórica difere de outras disciplinas , como a ecologia de paisagem. Os ecologistas de paisagem atribuem a destruição da biodiversidade à perturbação humana. Ecologistas históricos reconhecem que nem sempre é dessa maneira. Essas alterações são devido a múltiplos fatores que contribuem para a paisagem em constante mutação. Ecologia da paisagem ainda se concentra em áreas definidas como ecossistemas. Com isso, o ecossistema perpetuamente retorna para o seu estado de equilíbrio. Em contraste, ecologistas históricos enxergam a paisagem como perpetuamente em mudança. Ecologistas de paisagem acreditam em eventos não cíclicos dos humanos e desastres naturais como influências externas, enquanto que os ecologistas históricos creem nos distúrbios como parte integral da história da paisagem. Essa é a integração de conceito de distúrbio e história que permite à paisagem ser interpretada como um palimpsesto, representando sucessivas camadas de mudança, ao invés de entidades estáticas.
Ecologistas históricos reconhecem que a paisagem está em constante alteração no tempo e essas modificações são parte da história daquela paisagem. A ecologia histórica reconhece que há uma sucessão primária e secundária que ocorre na paisagem. Essas sucessões devem ser compreendidas sem um viés pré concebido contra a humanidade. Transformações paisagísticas são sucessões ecológicas direcionadas pelos impactos humanos. Primeiro, a transformação da paisagem ocorre quando a atividade humana resulta em uma duplicação nas espécies e modificações nos principais substratos em certos habitats, enquanto as transformações da paisagem humana secundárias envolvem alterações induzidas nas proporções das espécies. Os estágio de mudança na paisagem demonstram a história da paisagem. Esses estágios podem ser oriundos de causas antrópicas ou naturais Partes da floresta amazônica exibem diferentes estágios de mudanças na paisagem, como os impactos da coivara, realizados pelos indígenas e população local, sob a composição de espécies de plantas. Essas transformações não reduzem, necessariamente, a biodiversidade ou prejudicam o meio ambiente. Há vários casos onde os distúrbios mediados pelo homem, aumentam a biodiversidade das transformações ao longo do tempo.
Ecologia histórica desafia toda a noção de paisagem intocada, como as florestas tropicais virgens. A ideia de que a paisagem do Novo Mundo fosse um vazio demográfico e não modificada por esses grupos que à habitavam foi fundamental para as justificativas do colonialismo. Assim, percepções da paisagem vem sendo alteradas por vários organismos e mecanismos desde a existência humana na Terra. Seres humanos sempre transformaram a paisagem que eles habitam, no entanto, hoje em dia não há mais uma única paisagem na Terra que não tenha sido afetada de alguma maneira pelos humanos.
Alterações humanas tem ocorrido em diferentes fases, incluído o período anterior à industrialização. Essas mudanças tem sido estudadas através do registro arqueológico de um período mais recente. A evidências que algumas sociedades, como forrageiros e caçadores-coletores, também são capazes de modificar a paisagem, foi um grande avanço para os estudos da ecologia histórica e antropologia Usando uma abordagem que combina história, ecologia e antropologia, a história da paisagem pode ser observada e deduzida através de traços de vários mecanismos que as alteraram, de forma antropogênica ou natural. Compreendendo a natureza única de cada paisagem, somando sua relação com outras paisagens adjacentes e a forma como ela se encaixa na paisagem como um todo, é a chave principal para compreender a ecologia histórica.

## Distúrbio humano mediado

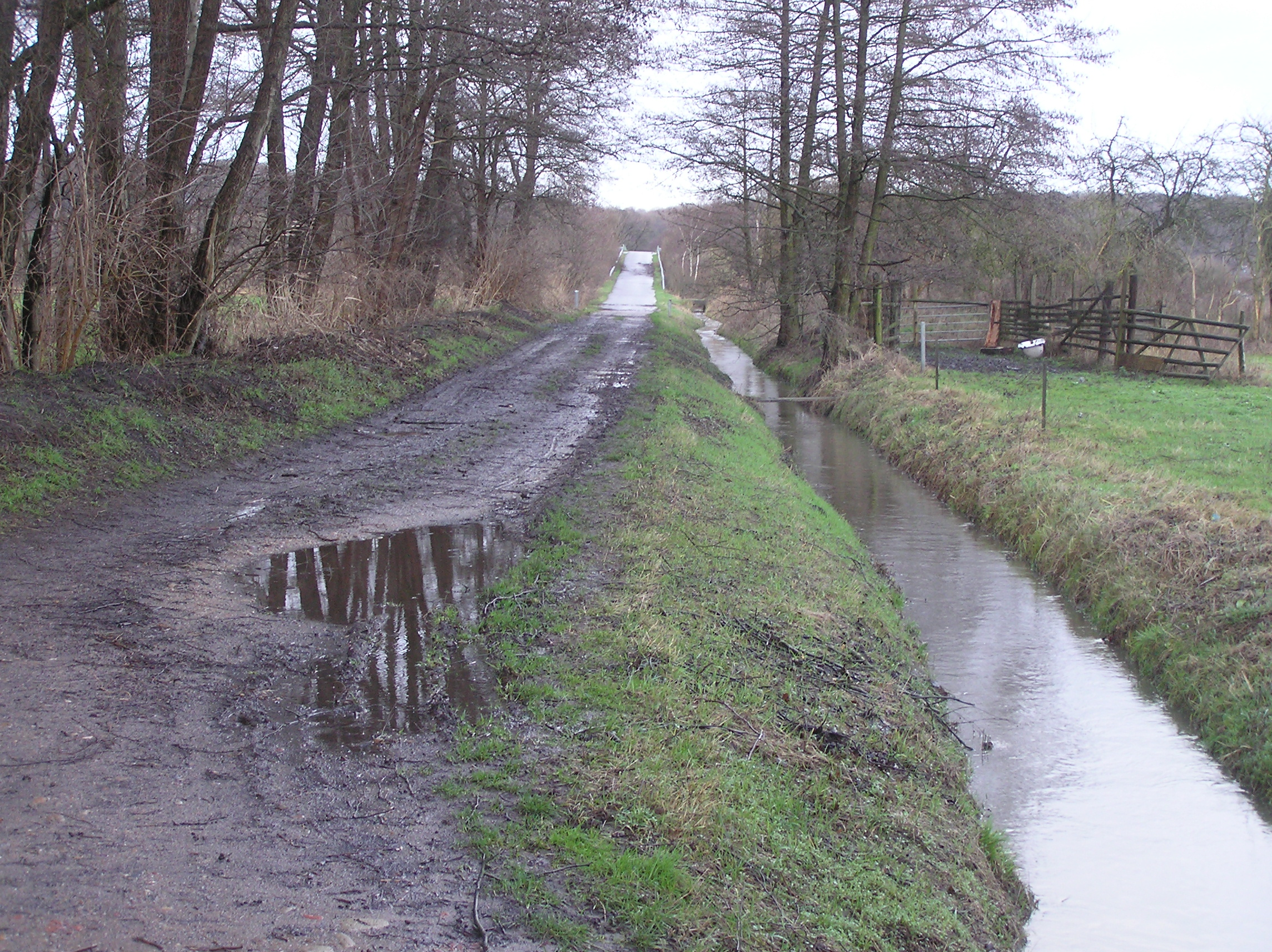
Canal artificial de irrigação

Homo sapiens tem interagido com o ambiente através de toda sua história, gerando uma influência duradoura sobre as paisagens de todo o mundo. Humanos, algumas vezes, mudam ativamente suas paisagens, enquanto que em outros momentos suas ações alteram paisagens através de efeitos secundários. Essas mudanças são chamadas de distúrbios humanos mediados e são efetivadas através de várias mecanismos. Esses mecanismos variam, podendo ser prejudiciais em alguns casos e vantajosos em outros.
Destrutivo e, por vezes, construtivo, fogo antropogênico é o distúrbio humano mediado de visão mais imediata e, sem a sua presença, muitas paisagens se tornariam desnaturadas. Os seres humanos têm praticado a queima controlada das florestas a nível mundial durante milhares de anos, moldando as paisagens de forma a melhor atender suas necessidades. Eles queimam a vegetação e as florestas para criar espaços para a suas plantações, algumas vezes resultando em um alto nível de diversidade de espécies. Hoje em dia, na ausência de populações indígenas que praticavam queimadas controladas (grande parte na América do Norte e Austrália), os incêndios naturais tem aumentado. Somado a isso, houve uma desestabilização de "ecossistema após ecossistema", e há uma boa documentação que sugere que a exclusão de fogo pelos europeus, levou a extinção de algumas espécies da flora e fauna."
Invasões biológicas e a dispersão de patógenos e doenças são dois mecanismos que se espalham de forma inadvertida e propositalmente. Invasão biológica começa com a introdução de espécies estrangeiras ou biota em um ambiente existente. Eles podem se dispersar como clandestinos em um barco ou mesmo como armas biológicas. Em alguns casos uma nova espécie pode causar estragos em uma paisagem, causando a perda de espécies nativas e destruição da paisagem. Em outros casos, a nova espécie pode preencher um nicho já vazio, e desempenhar um papel positivo. A dispersão de novos patógenos, vírus e doenças raramente possuem efeitos positivos. Novos patógenos e vírus, algumas vezes, podem destruir populações que não possuem imunidade à determinada doença. Alguns patógenos possuem a habilidade de se transferir de uma espécie para outra, e podem se dispersar como um efeito secundário de uma invasão biológica.
Outros mecanismos de distúrbios humanos mediados incluem manejo da água e manejo do solo. Na Europa Mediterrânea, esses foram reconhecidos como meios de alteração da paisagem desde o período do Império Romano. Cícero percebeu que através da fertilização, irrigação e outras atividades, os humanos haviam criado essencialmente um segundo mundo. Atualmente, há grandes áreas fertilizadas, colheitas de plantações mais produtivas, mas também teve efeitos adversos sobre muitas paisagens, como a redução da diversidade de espécies de plantas e adição de poluentes em solos.

### Fogo Antropogênico
Fogo antropogênico é um mecanismo de distúrbio humano mediado, definido pela ecologia histórica como um meio de alterar a paisagem de modo a torná-lo melhor para as necessidades humanas A forma mais comum de fogo antropogênico são as incêndios controlados, ou incêndio de difusão, que são utilizados pelos humanos há milhares de anos. Incêndios florestais e queimadas tendem a carregar conotações negativas, mas a queima controlada pode ter um impacto favorável sobre a diversidade da paisagem, formação e proteção.
Incêndio de difusão altera a biota da paisagem. O efeito imediato de uma floresta queimada é a diminuição em diversidades. Esse impacto negativo associado ao incêndio de difusão, no entanto, é apenas temporário. Ciclos de incêndios irão permitir que a paisagem aumente gradualmente a sua diversidade. O período de tempo para que essa mudança ocorra depende da intensidade, frequência, tempo e tamanho dos incêndios controlados. Depois de alguns ciclos, no entanto, a diversidade aumenta. A adaptação ao fogo moldou várias paisagens na Terra.

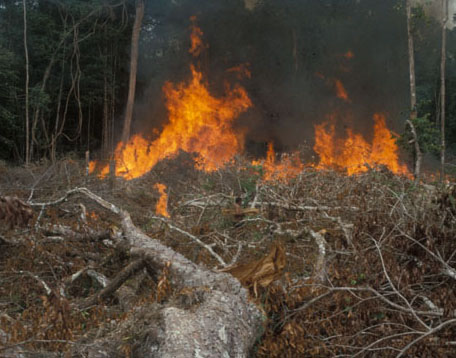
Fogo utilizado no sistema de coivara, um exemplo de fogo controlado

Além da diversidade florestas, incêndios controlados tem auxiliado na mudanças paisagísticas. Essas alterações podem alterar de pastos para florestas densas, de pradarias ou estepes para cerrado ou florestas. Independente do caso, essas transformações aumentam a diversidade e geram paisagens mais adequadas para as necessidades humanas, criando ricos caminhos recursos utilitários e naturais.
Além de aumentar a diversidade da paisagem, o incêndio controlado auxilia no combate ao incêndio natural catastrófico. Florestas incendiadas ganharam conotação negativa por causa de suas referências culturais, de um fogo descontrolado que leva vidas e destrói casas e propriedades. Incêndios controlados podem diminuir o risco de incêndios naturais, uma vez que essas queimadas regulares eliminam o combustível natural existente sobre a superfície (grama, galhos, folhas, etc.). Com isso, o risco de um incêndio natural ocorrer por conta de um raio diminui drasticamente.
De todos os mecanismos de distúrbios humanos mediados, o fogo antropogênico se tornou um dos grandes interesses para ecólogos, geógrafos, pesquisadores de solos e antropólogos. Através dos estudos dos efeitos de um fogo antropogênico, antropólogos são capazes de identificar o uso da paisagem e as necessidades de culturas passadas. Ecólogos procuram desenvolver políticas de práticas de um incêndio regular através de metodologias utilizadas por populações anteriores. Geógrafos e pesquisadores de solos se interessam na utilidade de solos antrópicos gerados por esses incêndios no passado. Na verdade, o interesse pelo fogo antropogênico surgiu no início da Revolução Industrial, quando houve uma enorme migração da área rural para as cidades, deixando de existir incêndios controlados nos campos. Isso aumentou a frequência e a força dos incêndios naturais no entorno das cidades, iniciando a necessidade de desenvolver um método de prevenção. A ecologia histórica foca no impacto sobre a paisagem através dos distúrbios humanos mediados, como o fogo antropogênico. É uma fusão de interesses ecológicos, geográficos, antropológicos e pedológicos.

### Invasões Biológicas

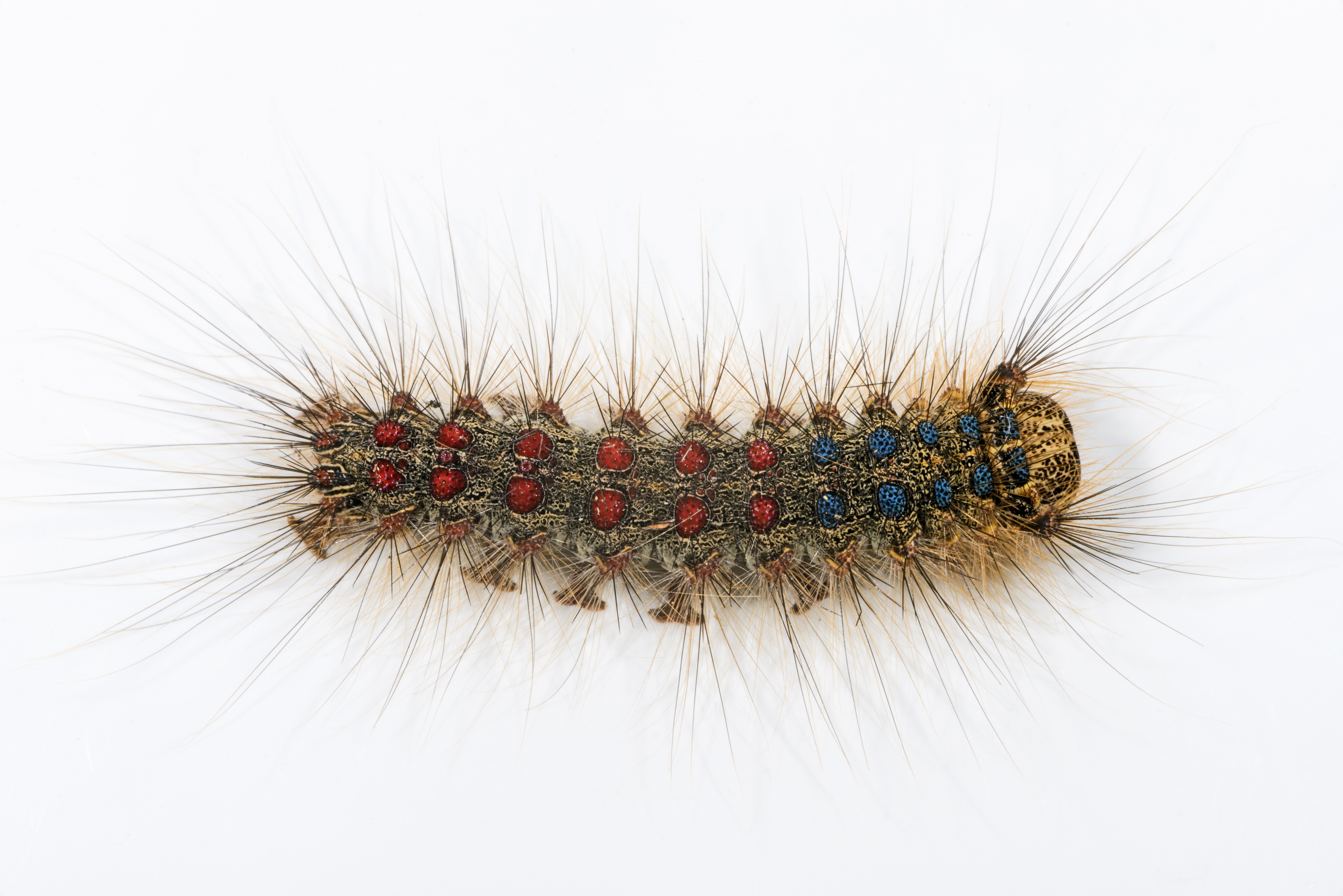
Lymantria dispar.

Invasões biológicas são compostas de uma biota exótica que adentra em uma paisagem e substitui espécies com as quais possuem similaridades em estrutura e função ecológica. Como eles se multiplicam e crescem rapidamente, espécies invasivas podem eliminar ou reduzir drasticamente a fauna e flora existente através de vários mecanismos, como a exclusão por competição direta. Espécies invasoras, normalmente, se espalham de modo rápido quando não possuem predadores naturais ou quando preenchem um nicho vazio. Essas invasões também ocorrem em contexto histórico e são classificadas como um tipo de distúrbio humano mediado, chamado de invasão mediada por humanos.
Espécies invasoras podem ser transportadas intencionalmente ou acidentalmente. Muitas espécies invasivas surgem nas áreas de embarque/desembarque de navios, onde são transportadas sem intenção alguma para o seu novo local. Algumas vezes as populações humanas introduzem espécies intencionalmente em novas paisagens por vários propósitos, desde por aspecto decorativo até como controle erosivo. Essas espécies podem se tornar posteriormente como invasoras e modificam a paisagem drasticamente. É importante salientar que nem todas as espécies exóticas são invasoras; de fato, a maioria das novas espécies introduzidas em um ambiente se tornam invasoras.
Um exemplo de uma espécie invasora que teve um importante impacto na paisagem é mariposa-cigana (Lymantria dispar). A sua dieta é baseada em folhas dos climas temperados da Eurásia. Ela foi trazida intencionalmente para os Estados Unidos da América por um entomologista em 1869. Muitos espécimes escaparam do cativeiro e, desde então, mudaram a ecologia das florestas de coníferas e decíduas na América do Norte através do desfolhamento. Isso leva não somente à perda do habitat natural, mas também outros serviços da floresta como o resgate de carbono e o ciclo dos nutrientes. Após sua introdução inicial, a continuidade do transporte acidental de suas larvas através da América do Norte, contribuiu para a sua explosão populacional.
Independente do meio de introdução, invasões biológicas possuem um considerável efeito sobre a paisagem. O sucesso de eliminar espécie invasiva não é nova; Platão escreveu sobre os benefícios da diversidade biótica e paisagística séculos atrás. No entanto, a noção de eliminar espécie invasiva é difícil de definir, pois não há nenhuma padronização do tempo de duração que uma espécie deve existir em um ambiente específico até que ela não se seja mais classificada como invasora. Biólogos europeus definem plantas como arquétipos se elas existem antes de 1500 e neófitas se elas chegaram após 1500. Essa classificação é ainda arbitrária e alguma espécies não possuem uma origem conhecida, enquanto que outras possuem certos componentes chaves de seu habitat que eles são melhores compreendidos como espécie guia. Como um resultado, sua remoção poderia causar um enorme impacto no ambiente, mas não necessariamente a paisagem retornaria ao seu estado antes da invasão.

### Doenças Epidêmicas

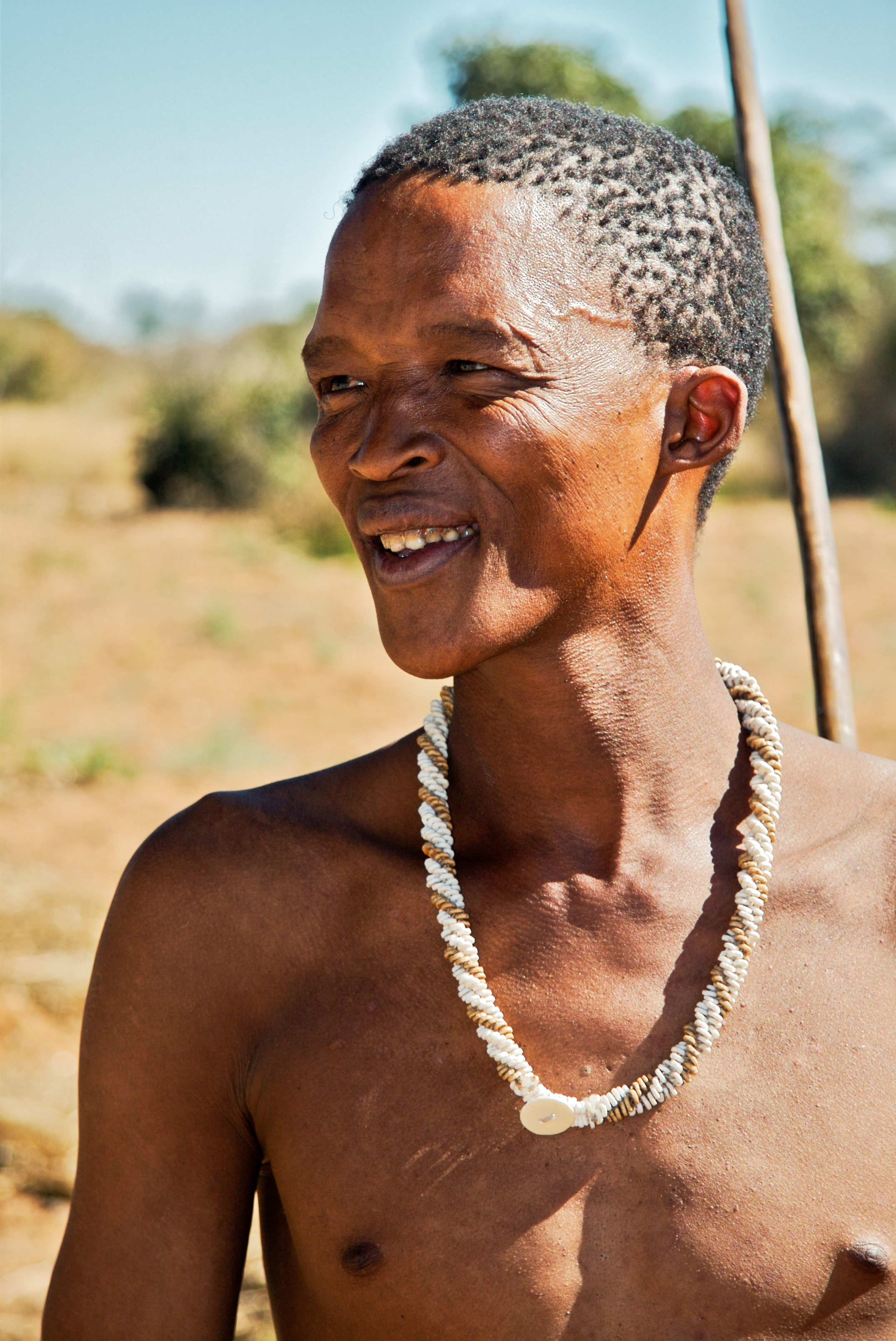
Membro da tribo dos Khoisan: Aqueles que vivem em clima árido tem menos parasitas intestinais.

Um claro relacionamento entre natureza e pessoas é expressa através de doenças humanas. Doenças infecciosas podem ser um outro exemplo de distúrbio mediado humano, uma vez que os humanos são hospedeiros de doenças infecciosas. Historicamente, evidências de uma epidemia de doenças está associado ao início da agricultura e a sedentarização de comunidades. Anteriormente, as populações humanas eram muito pequenas e móveis para que a maior parte das infecções se estabelecessem como doença crônica. Assentamentos permanentes, devido à agricultura, permitiram uma maior interação intercomunitária, permitindo que infecções se desenvolvessem especificamente como patógeno humano.
Abordagens holísticas e interdisciplinares dos estudos de doenças humanas tem revelado uma relação recíproca entre humanos e parasitas. A variedade de parasitas encontrados no corpo humano também reflete a diversidade de ambientes que aquele indivíduo reside. Por exemplo, os Khoisan e Aborígene australiano têm metade dos parasitas intestinais que os caçadores-coletores Africanos e da Malásia possuem, pois estes vivem em uma floresta tropical, ricos em espécies tropicais. Doenças infecciosas podem ser tanto crônicas como agudas, epidêmicas ou endêmicas, afetando a população em qualquer comunidade em diferentes graus. Assim, o distúrbio humano mediado pode aumentar ou diminuir a diversidade de espécies em uma paisagem, causando mudanças correspondente à diversidade patogênica.